# École supérieure de chimie physique électronique de Lyon
École supérieure de chimie physique électronique de Lyon (CPE Lyon) är en fransk ingenjörsskola. Universitetet ligger på campus La Doua – LyonTech i Villeurbanne, en förort till Lyon.
Skolan grundades 1883 för att utbilda högt kvalificerade ingenjörer, för att stödja fortbildning och för att bedriva forskning.

## Kända akademiker
- Victor Grignard, fransk kemist

## Berömda kandidater
- Yves Chauvin, fransk kemist[3]